# Coptocercus pascoei
Coptocercus pascoei es una especie de insecto coleóptero de la familia Cerambycidae. Estos longicornios son endémicos de las islas Kai (Indonesia).
C. pascoei mide entre 13 y 15,2 mm.